# Turgi
Turgi (toponimo tedesco) è un comune svizzero di 2 962 abitanti del Canton Argovia, nel distretto di Baden.

## Storia
Il comune di Turgi è stato istituito il 1º gennaio 1884 per scorporo dal territorio del comune di Gebenstorf.

## Monumenti e luoghi d'interesse
- Chiesa cattolica, eretta nel 1957-1959[senza fonte];
- Chiesa riformata, eretta nel 1959-1960[senza fonte];

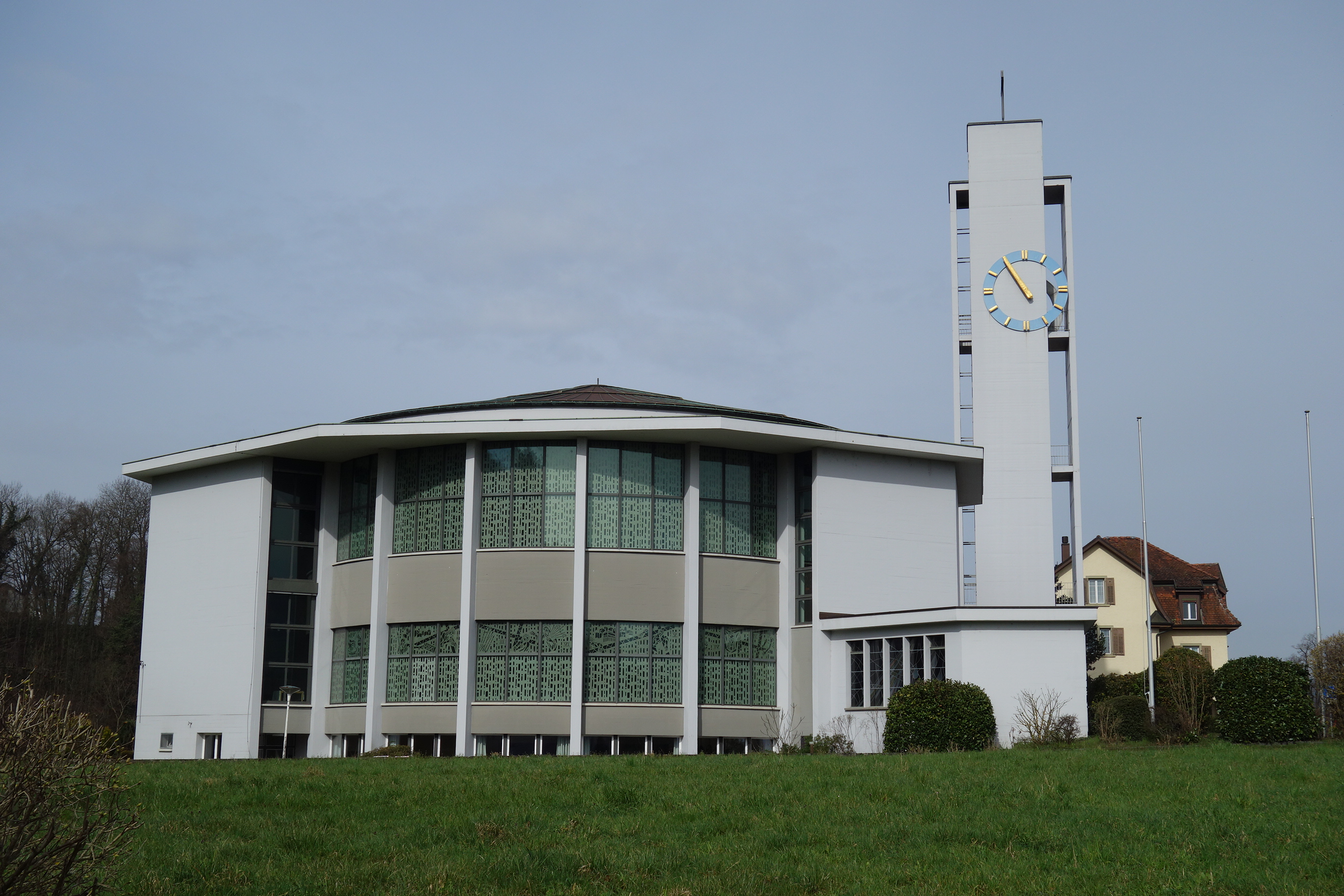
La chiesa cattolica

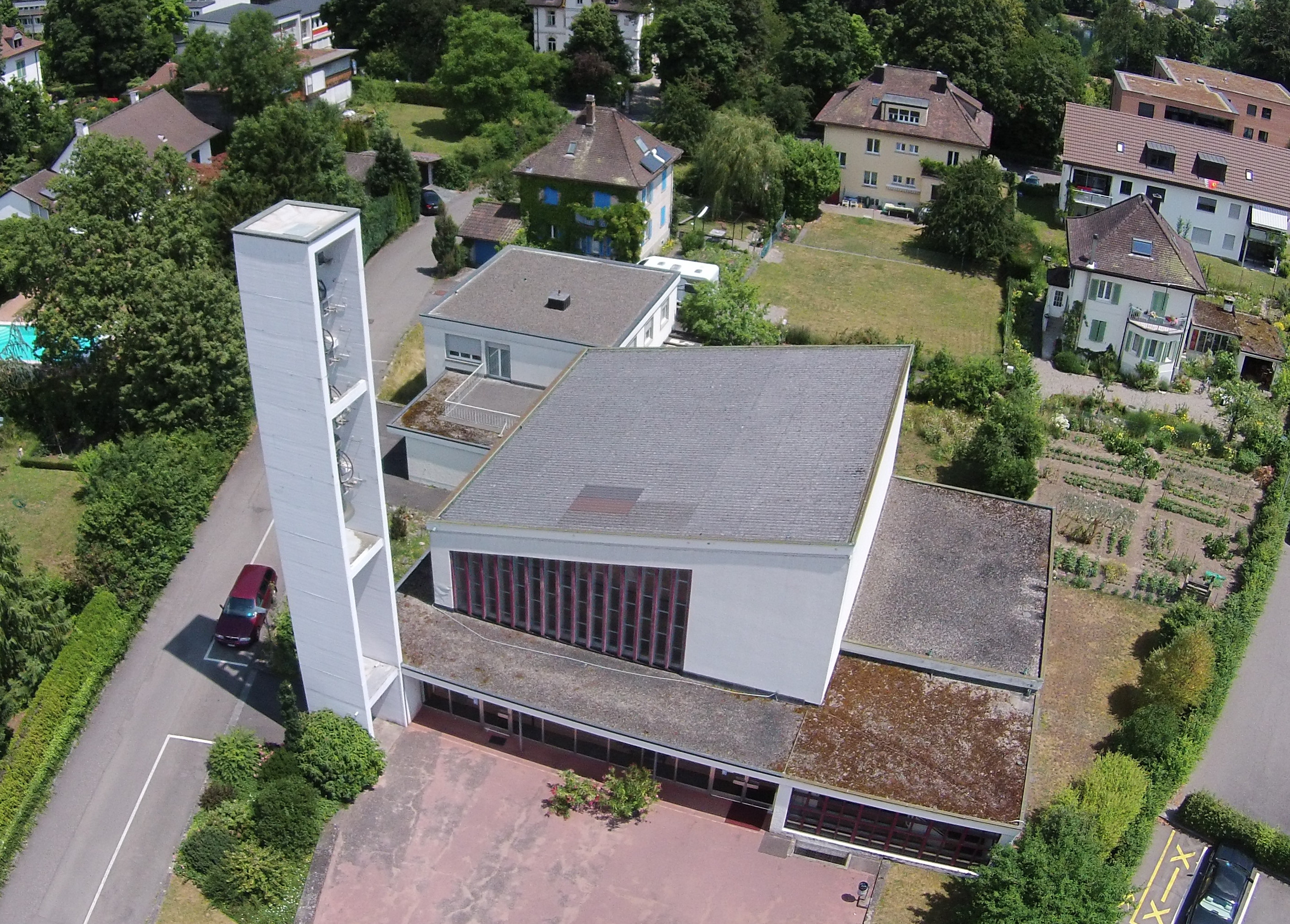
La chiesa riformata

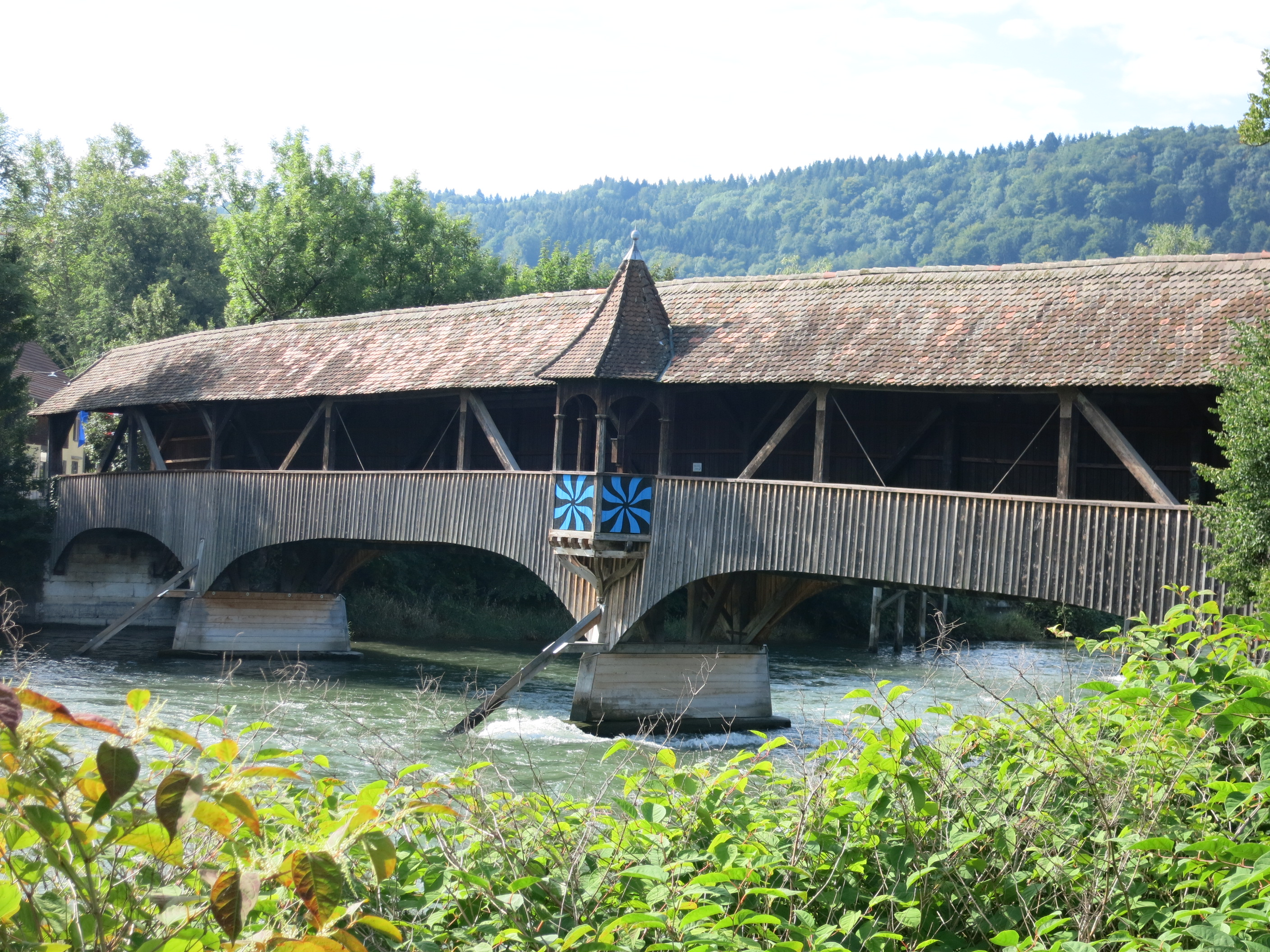
Il ponte coperto sulla Limmat

- Ponte coperto sulla Limmat, eretto nel 1845[1].

## Società

### Evoluzione demografica
L'evoluzione demografica è riportata nella seguente tabella:
Abitanti censiti

## Infrastrutture e trasporti

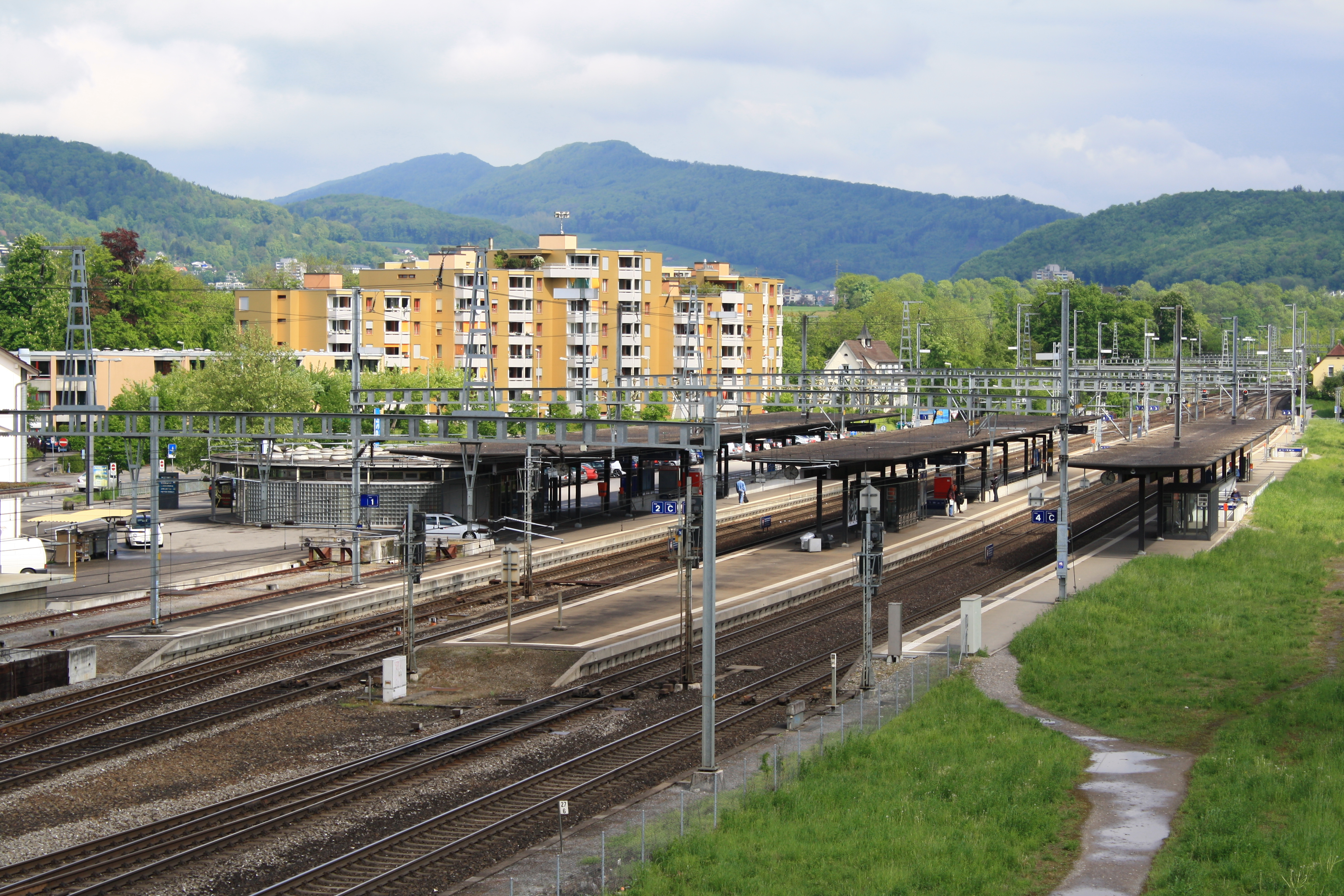
La stazione di Turgi

Turgi è servito dall'omonima stazione sulle ferrovie Zurigo-Olten e Turgi-Waldshut (linee S23, S27 e S29 della rete celere dell'Argovia e linee S12 e S19 della rete celere di Zurigo).

## Amministrazione
Ogni famiglia originaria del luogo fa parte del cosiddetto comune patriziale e ha la responsabilità della manutenzione di ogni bene ricadente all'interno dei confini del comune.